# Sperling und das große Ehrenwort
Sperling und das große Ehrenwort ist ein deutscher Fernsehfilm von Sibylle Tafel aus dem Jahr 2000. Es handelt sich um die neunte Episode der ZDF-Kriminalfilmreihe Sperling mit Dieter Pfaff in der Titelrolle. Sperlings Team besteht aus Kerstin Sprenger, verkörpert von Gesche Tebbenhoff, Walter Lichowski (Felix Eitner), die beide neu zum Team gestoßen sind, Norbert Wachutka (Hans-Joachim Grubel) und Waltraud Schütze (Anna Böttcher). Die Haupt-Gaststars dieser Folge sind Floriane Daniel und Michael Schiller.  

## Handlung
Zwei Wochen vor Weihnachten kommt bei einem nächtlichen Einbruch bei einem Juwelier ein Wachmann zu Tode, als dieser sich den Tätern in den Weg stellt.
Die auffallend schweigsame Hanna Schmidt ist die einzige Zeugin des Verbrechens. Sie kooperiert nur widerwillig mit dem mit dem Fall befassten Kriminalhauptkommissar Hans Sperling, weil ihr Mann vor Jahren – versehentlich – von Polizeibeamten erschossen wurde. Schließlich erklärt sich Hanna dann doch bereit, dabei zu helfen ein Phantombild zu erstellen, das die Ermittler zu dem vorbestraften Karl Lindemann führt. Dieser leugnet mit dem Überfall etwas zu tun zu haben und behauptet, zur fraglichen Zeit in Leipzig gewesen zu sein. Sperling überprüft das und kann tatsächlich jemanden finden, der Lindemanns Alibi bestätigen kann. So ist Sperling klar, dass Hanna Schmidts Aussage nicht ehrlich war, weshalb er sich bemüht, ihr Vertrauen zu gewinnen. Die junge Frau scheint seit dem Tod ihres Mannes in finanziellen Schwierigkeiten zu stecken. Sperling bietet ihr einen Job als Reinigungskraft bei ihm im Kommissariat an, um sich etwas Geld dazuzuverdienen. Hanna nimmt den Job an, einerseits weil sie Schulden hat, andererseits, weil sie von Udo, ihrem „Geldgeber“, dazu gedrängt wird. Udo war nämlich an dem Juweliereinbruch beteiligt und hofft so, von Hanna über den aktuellen Stand der Ermittlungen informiert zu werden. Gerade als sie eine Ermittlungsakte kopieren will, wird sie dabei von Sperling ertappt. Es stellt sich heraus, dass auch Hanna indirekt an dem Einbruch mitgewirkt hatte, weil sie auf Udos Anordnung hin den Wachmann ablenken sollte. Sie konnte jedoch nicht tatenlos zusehen, als der Wachmann verletzt am Boden liegen gelassen wurde und hatte deshalb die Polizei gerufen. Sperling bietet Hanna an, von nun an für die Polizei zu arbeiten, um ihre Situation vor Gericht zu verbessern. Sie soll Udo mit falschen Informationen versorgen und dabei in Erfahrung bringen, wo der Mann den nächsten Raubüberfall plant und die Polizei darüber informieren. Als Sperling und sein Team die Täter dann auf frischer Tat ertappen wollen, läuft der Einsatz nicht ganz nach Plan und es kommt zu einer Verfolgungsjagd. In die Enge getrieben, nimmt Udo Hanna als Geisel, kann am Ende jedoch gestellt und festgenommen werden.
Sein Versprechen, dass Hanna juristisch nicht belangt werden würde, kann Sperling am Ende nicht einhalten, weil Udo die junge Frau massiv belastet und die Staatsanwaltschaft auf einer Anklage besteht. Sperling greift deshalb zu einem Trick und nimmt die Gerechtigkeit in die eigenen Hände. Schließlich ist Hanna Schmidt keine Kriminelle, sondern Opfer von Umständen, an denen die Polizei nicht ganz unschuldig ist. Hätte diese Hannas Mann nicht versehentlich erschossen, wäre die junge Frau nicht in eine finanzielle Notlage geraten, die sie dann in die Hände eines Mannes wie Udo getrieben hat. Sperling verschafft Hanna die Möglichkeit zur Flucht und ein Ticket nach Rom zu ihrer Schwester. Es ist schließlich Weihnachten.

## Produktion

### Dreharbeiten, Produktionsnotizen
Der Film wurde in Berlin und Umgebung gedreht. Die Aufnahmeleitung lag bei Dirk Funke, Robert Obermair und Falk Baumgarten, die Produktionsleitung bei Ingo Preuß und die Redaktion fürs ZDF bei Klaus Bassiner und Axel Laustroer. Es handelt sich um eine Produktion der Polyphon im Auftrag des ZDF. 

### Veröffentlichung
Sperling und das große Ehrenwort wurde erstmals am 16. Dezember 2000 zur Hauptsendezeit im ZDF ausgestrahlt.
Diese neunte Episode der Reihe erschien zusammen mit allen weiteren 17 Folgen am 10. April 2015 auf DVD, herausgegeben von der Edel Germany GmbH.

## Kritik
Die Kritiker der Fernsehzeitschrift TV Spielfilm gaben dem Film ihre bestmögliche Wertung, indem sie mit dem Daumen nach oben zeigten, für Humor und Action je einen von drei möglichen Punkten vergaben und für Spannung zwei, und das Fazit zogen: „Kompliment: Ehre, wem Ehre gebührt“.
Die Redaktion des Filmdienstes stellte fest: „Serieller (Fernseh-)Kriminalfilm um den unkonventionellen Ermittler Sperling, der weitgehend von der Präsenz seines renommierten Hauptdarstellers lebt. – Ab 14 möglich.“
Die Prisma-Redaktion gab auch diesem Film der Reihe drei von fünf möglichen Sternen und lobte: „Ein guter TV-Krimi, der vor allem vom beeindruckenden Spiel des Protagonisten lebt. In der Rolle des etwas abgewrackten Kommissar Sperling glänzt einmal mehr Charakterdarsteller Dieter Pfaff.“